# In God We Trust (álbum de Brand Nubian)
| Críticas profissionais                                                      | Críticas profissionais |
| Avaliações da crítica                                                       | Avaliações da crítica  |
| Fonte                                                                       | Avaliação              |
| --------------------------------------------------------------------------- | ---------------------- |
| Allmusic                                                                    | [ 1 ]                  |
| Robert Christgau                                                            | dud                    |
| Rolling Stone Album Guide                                                   | [ 3 ]                  |
| Esta tabela precisa de ser acompanhada por texto em prosa. Consulte o guia. |                        |

In God We Trust é o segundo álbum de estúdio do grupo de hip hop americano Brand Nubian. O MC Grand Puba deixou o grupo em 1991 para seguir carreira solo, logo após o lançamento do seu venerado álbum de estreia, One for All. DJ Alamo também deixou o grupo para trabalhar com Puba, deixando os MC's Sadat X e Lord Jamar, que alistaram o DJ Sincere para se juntar ao grupo. O álbum foi mais bem sucedido nas paradas do que o anterior, mas não foi bem recebido pela crítica. O single "Punks Jump Up to Get Beat Down" se tornou um sucesso na Billboard Hot 100, mas foi recebido com polêmica pelo conteúdo supostamente homofóbico, com referência ao verso de Sadat X: "Though I can freak, fly, flow, fuck up a faggot/I don't understand their ways, I ain't down with gays." O single "Love Me or Leave Me Alone" também foi um sucesso na Hot 100. Em termos de letras, o álbum contém um conteúdo extremamente militante que reflete a identidade do grupo como Five Percenters, aderindo à filosofia da Nation of Gods & Earths.

## Lista de faixas
| #  | Título                           | Produtor(es)                              | Intérprete(s)                   |
| -- | -------------------------------- | ----------------------------------------- | ------------------------------- |
| 1  | "Allah U Akbar"                  | Brand Nubian                              | Sadat X, Lord Jamar             |
| 2  | "Ain't No Mystery"               | Brand Nubian                              | Lord Jamar, Sadat X             |
| 3  | "Meaning of the 5%"              | Brand Nubian                              | *Interlude*                     |
| 4  | "Pass the Gat"                   | Brand Nubian                              | Sadat X, Lord Jamar             |
| 5  | "Black Star Line"                | Brand Nubian, Rafael, Sting International | Sadat X, Lord Jamar, Red Fox    |
| 6  | "Allah & Justice"                | Brand Nubian                              | Lord Jamar, DJ Sincere, Sadat X |
| 7  | "The Godz..."                    | Brand Nubian                              | Lord Jamar, Sadat X             |
| 8  | "The Travel Jam"                 | Brand Nubian                              | Lord Jamar, Sadat X             |
| 9  | "Brand Nubian Rock the Set"      | Brand Nubian                              | Sadat X, Lord Jamar             |
| 10 | "Love Me or Leave Me Alone"      | Brand Nubian                              | Sadat X, Lord Jamar             |
| 11 | "Steal Ya Ho"                    | Brand Nubian                              | Lord Jamar, Sadat X             |
| 12 | "Steady Bootleggin’'"            | Brand Nubian                              | Sadat X, Lord Jamar             |
| 13 | "Black & Blue"                   | Brand Nubian                              | Sadat X, Lord Jamar             |
| 14 | "Punks Jump up to Get Beat Down" | Diamond D                                 | Sadat X, Lord Jamar             |

## Paradas musicais
| Posições nas paradas musicais (1993) | Posições nas paradas musicais (1993) |
| Billboard 200                        | Top R&B/Hip-Hop Albums               |
| ------------------------------------ | ------------------------------------ |
| 12                                   | 4                                    |